# Liga Sudamericana de Baloncesto 2023
La Liga Sudamericana de Baloncesto 2023 fue la vigésimo sexta edición del segundo torneo más importante de baloncesto a nivel de clubes en Sudamérica organizado por FIBA Américas. Al igual que la edición anterior, contó con la participación de 12 equipos, provenientes de Argentina, Bolivia, Chile, Colombia, Ecuador, Paraguay y Uruguay. Brasil, Perú y Venezuela no tuvieron representantes en este torneo. El torneo comenzó el 13 de octubre y finalizó el 3 de diciembre.

## Sistema de juego
- Fase de grupos: Los 12 equipos se dividen en 3 grupos de 4 equipos cada uno, los partidos se jugarán en sede única por grupo, que será en el coliseo de uno de los equipos en contienda, cada equipo juega 3 partidos y los 2 mejores clasifican al Final 6.
- Super 6: Los 6 clasificados jugarán la instancia de la siguiente manera: los equipos estarán ubicados de acuerdo con los resultados de la Fase Grupos, teniendo en cuenta las Reglas Oficiales de Baloncesto FIBA vigentes. Los clasificados en las posiciones 1° y 2° esperarán por los resultados de los partidos entre los puestos 4° versus 5° y 3° versus 6°. Luego, enfrentarán a los ganadores por los primeros dos cupos al Final 4. Los perdedores de los dos encuentros iniciales se enfrentarán entre sí y los que prevalezcan completarán las otras dos plazas al Final 4.
- Final 4: Los clasificados jugarán semifinales: F1 vs F3 y F2 vs F4, los ganadores de estas jugarán la final. Al igual que el Final 6, los partidos se jugarán en sede única por definir y las llaves serán a partido único.

## Equipos participantes
| País              | Equipo                                     | Vía de clasificación |
| ----------------- | ------------------------------------------ | --- |
| Argentina 3 cupos | Gimnasia y Esgrima (CR) Instituto Oberá TC | Tercero en la Liga Nacional de Básquet 2022-23 Cuarto en la Liga Nacional de Básquet 2022-23 Quinto en la Liga Nacional de Básquet 2022-23          |
| Bolivia 1 cupo    | Leones de Potosí                           | Campeón de la Liga Boliviana de Básquetbol 2023 |
| Chile 1 cupo      | Leones de Quilpué                          | Subcampeón de la Liga Nacional de Básquetbol 2023                                                                                                   |
| Colombia 2 cupos  | Caribbean Storm Titanes de Barranquilla    | Campeón de la Liga Colombiana de Baloncesto 2023-I Tercero en la Liga Colombiana de Baloncesto 2023-I                                               |
| Ecuador 1 cupo    | Soldiers TBT                               | Campeón de la Liga Ecuatoriana de Baloncesto 2023                                                                                                   |
| Paraguay 1 cupo   | Deportivo San José                         | Campeón de la Liga Nacional de Básquetbol 2023. |
| Uruguay 3 cupos   | Biguá Malvín Peñarol                       | Tercero en la Liga Uruguaya de Básquetbol 2022-23 Cuarto en la Liga Uruguaya de Básquetbol 2022-23 Décimo en la Liga Uruguaya de Básquetbol 2022-23 |

## Fase de grupos
|  | Clasificado a Super 6. |
|  | Eliminado.             |

### Grupo A; Oberá, Argentina
| Pos. | Equipo             | Pts | PJ | PG | PP | PF  | PC  | Dif |
| ---- | ------------------ | --- | -- | -- | -- | --- | --- | --- |
| 1.   | Deportivo San José | 6   | 3  | 3  | 0  | 214 | 201 | +13 |
| 2.   | Instituto          | 5   | 3  | 2  | 1  | 242 | 194 | +48 |
| 3.   | Oberá TC           | 4   | 3  | 1  | 2  | 233 | 240 | -7  |
| 4.   | Malvín             | 3   | 3  | 0  | 3  | 220 | 274 | –54 |

|  | Clasificados a la siguiente fase del torneo. |

Los horarios corresponden al huso horario de Oberá, UTC–3:00.
| 13 de octubre, 19:10 | Instituto                             | 66–69   | Deportivo San José | Oberá, Argentina      |  |
|                      | Parciales: 15–11, 18–21, 15–23, 18–14 |         |                    |                       |  |
|                      |                                       | Reporte |                    | Pabellón: Estadio OTC |  |

| 13 de octubre, 22:10 | Oberá TC                                            | 100–93  | Malvín | Oberá, Argentina      |  |
|                      | Parciales: 27–24, 19–18, 20–27, 16–13 (T.E.: 18–11) |         |        |                       |  |
|                      |                                                     | Reporte |        | Pabellón: Estadio OTC |  |

| 14 de octubre, 19:10 | Malvín                                | 62–108  | Instituto | Oberá, Argentina      |  |
|                      | Parciales: 22–27, 12–25, 15–35, 13–21 |         |           |                       |  |
|                      |                                       | Reporte |           | Pabellón: Estadio OTC |  |

| 14 de octubre, 22:10 | Oberá TC                              | 70–79   | Deportivo San José | Oberá, Argentina      |  |
|                      | Parciales: 21–19, 15–22, 20–23, 14–15 |         |                    |                       |  |
|                      |                                       | Reporte |                    | Pabellón: Estadio OTC |  |

| 15 de octubre, 19:10 | Deportivo San José                  | 66–65   | Malvín | Oberá, Argentina      |  |
|                      | Parciales: 7–18, 18–22, 24–9, 17–16 |         |        |                       |  |
|                      |                                     | Reporte |        | Pabellón: Estadio OTC |  |

| 15 de octubre, 22:10 | Oberá TC                              | 63–68   | Instituto | Oberá, Argentina      |  |
|                      | Parciales: 12–15, 23–14, 12–19, 16–20 |         |           |                       |  |
|                      |                                       | Reporte |           | Pabellón: Estadio OTC |  |

### Grupo B; Montevideo, Uruguay
| Pos. | Equipo                  | Pts | PJ | PG | PP | PF  | PC  | Dif  |
| ---- | ----------------------- | --- | -- | -- | -- | --- | --- | ---- |
| 1.   | Peñarol                 | 5   | 3  | 2  | 1  | 269 | 223 | +46  |
| 2.   | Gimnasia y Esgrima (CR) | 5   | 3  | 2  | 1  | 256 | 204 | +52  |
| 3.   | Leones de Quilpué       | 5   | 3  | 2  | 1  | 249 | 239 | +10  |
| 4.   | Leones de Potosí        | 3   | 3  | 0  | 3  | 167 | 275 | –108 |

Desempate: Peñarol 3pts, Dif: +13; Gimnasia y Esgrima (CR) 3pts, Dif: -3; Leones de Quilpué 3pts, Dif: –10
|  | Clasificados a la siguiente fase del torneo. |

Los horarios corresponden al huso horario de Montevideo, UTC–3:00.
| 16 de octubre, 18:40 | Leones de Quilpué                    | 75–71   | Gimnasia y Esgrima (CR) | Montevideo, Uruguay       |  |
|                      | Parciales: 28–19, 20–19, 18–22, 9–11 |         |                         |                           |  |
|                      |                                      | Reporte |                         | Pabellón: Palacio Peñarol |  |

| 16 de octubre, 21:40 | Peñarol                              | 86–53   | Leones de Potosí | Montevideo, Uruguay       |  |
|                      | Parciales: 31–17, 20–16, 19–13, 16–7 |         |                  |                           |  |
|                      |                                      | Reporte |                  | Pabellón: Palacio Peñarol |  |

| 17 de octubre, 18:40 | Peñarol                               | 101–87  | Leones de Quilpué | Montevideo, Uruguay       |  |
|                      | Parciales: 24–26, 29–17, 26–18, 22–26 |         |                   |                           |  |
|                      |                                       | Reporte |                   | Pabellón: Palacio Peñarol |  |

| 17 de octubre, 21:40 | Gimnasia y Esgrima (CR)             | 102–47  | Leones de Potosí | Montevideo, Uruguay       |  |
|                      | Parciales: 24–18, 22–6, 28–6, 28–17 |         |                  |                           |  |
|                      |                                     | Reporte |                  | Pabellón: Palacio Peñarol |  |

| 18 de octubre, 18:40 | Leones de Potosí                     | 67–87   | Leones de Quilpué | Montevideo, Uruguay       |  |
|                      | Parciales: 26–25, 9–15, 21–19, 11–28 |         |                   |                           |  |
|                      |                                      | Reporte |                   | Pabellón: Palacio Peñarol |  |

| 18 de octubre, 21:40 | Peñarol                               | 82–83   | Gimnasia y Esgrima (CR) | Montevideo, Uruguay       |  |
|                      | Parciales: 17–22, 19–21, 23–25, 23–15 |         |                         |                           |  |
|                      |                                       | Reporte |                         | Pabellón: Palacio Peñarol |  |

### Grupo C; Barranquilla, Colombia
| Pos. | Equipo                  | Pts | PJ | PG | PP | PF  | PC  | Dif |
| ---- | ----------------------- | --- | -- | -- | -- | --- | --- | --- |
| 1.   | Titanes de Barranquilla | 6   | 3  | 3  | 0  | 242 | 192 | +50 |
| 2.   | Caribbean Storm         | 5   | 3  | 2  | 1  | 226 | 231 | -5  |
| 3.   | Biguá                   | 4   | 3  | 1  | 2  | 230 | 213 | +17 |
| 4.   | Soldiers TBT            | 3   | 3  | 0  | 3  | 207 | 269 | –62 |

|  | Clasificados a la siguiente fase del torneo. |

Los horarios corresponden al huso horario de Barranquilla, UTC–5:00.
| 21 de octubre, 18:10 | Titanes de Barranquilla               | 72–61   | Caribbean Storm | Barranquilla, Colombia          |  |
|                      | Parciales: 18–19, 19–12, 18–16, 17–14 |         |                 |                                 |  |
|                      |                                       | Reporte |                 | Pabellón: Coliseo Elías Chegwin |  |

| 21 de octubre, 21:10 | Soldiers TBT                          | 61–86   | Biguá | Barranquilla, Colombia          |  |
|                      | Parciales: 13–15, 19–22, 10–26, 19–23 |         |       |                                 |  |
|                      |                                       | Reporte |       | Pabellón: Coliseo Elías Chegwin |  |

| 22 de octubre, 18:10 | Titanes de Barranquilla               | 97–63   | Soldiers TBT | Barranquilla, Colombia          |  |
|                      | Parciales: 27–15, 24–17, 28–20, 18–11 |         |              |                                 |  |
|                      |                                       | Reporte |              | Pabellón: Coliseo Elías Chegwin |  |

| 22 de octubre, 21:10 | Biguá                                 | 76–79   | Caribbean Storm | Barranquilla, Colombia          |  |
|                      | Parciales: 18–24, 15–28, 20–16, 23–11 |         |                 |                                 |  |
|                      |                                       | Reporte |                 | Pabellón: Coliseo Elías Chegwin |  |

| 23 de octubre, 18:10 | Caribbean Storm                       | 86–83   | Soldiers TBT | Barranquilla, Colombia          |  |
|                      | Parciales: 23–32, 19–14, 22–15, 22–22 |         |              |                                 |  |
|                      |                                       | Reporte |              | Pabellón: Coliseo Elías Chegwin |  |

| 23 de octubre, 21:10 | Titanes de Barranquilla               | 73–68   | Biguá | Barranquilla, Colombia          |  |
|                      | Parciales: 22–18, 20–29, 15–10, 16–11 |         |       |                                 |  |
|                      |                                       | Reporte |       | Pabellón: Coliseo Elías Chegwin |  |

## Super 6
Se confeccionó una tabla de acuerdo con los resultados de la Fase Grupos, ubicando los primeros de grupo en primer orden y luego los colocados en segundo lugar. En sucesivas rondas los equipos se enfrentaron para definir los clasificados al Final 4. El mismo se disputó en Montevideo, Uruguay. 
- Primeros de Grupo

| Pos. | Equipo                  | Pts | PJ | PG | PP | PF  | PC  | Dif |
| ---- | ----------------------- | --- | -- | -- | -- | --- | --- | --- |
| 1.   | Titanes de Barranquilla | 6   | 3  | 3  | 0  | 242 | 192 | +50 |
| 2.   | Deportivo San José      | 6   | 3  | 3  | 0  | 214 | 201 | +13 |
| 3.   | Peñarol                 | 5   | 3  | 2  | 1  | 269 | 223 | +46 |

- Segundos de Grupo

| Pos. | Equipo                  | Pts | PJ | PG | PP | PF  | PC  | Dif |
| ---- | ----------------------- | --- | -- | -- | -- | --- | --- | --- |
| 4.   | Gimnasia y Esgrima (CR) | 5   | 3  | 2  | 1  | 256 | 204 | +52 |
| 5.   | Instituto               | 5   | 3  | 2  | 1  | 242 | 194 | +48 |
| 6.   | Caribbean Storm         | 5   | 3  | 2  | 1  | 226 | 231 | -5  |

### Primera Ronda
Se enfrentaron los equipos ubicados 4° versus 5° y 3° versus 6°. 
| 28 de noviembre, 18:40 | Gimnasia y Esgrima (CR)               | 68–81   | Instituto | Montevideo, Uruguay       |  |
|                        | Parciales: 21–22, 20–15, 14–27, 13–17 |         |           |                           |  |
|                        |                                       | Reporte |           | Pabellón: Palacio Peñarol |  |

| 28 de noviembre, 21:40 | Peñarol                               | 82–86   | Caribbean Storm | Montevideo, Uruguay       |  |
|                        | Parciales: 21–18, 19–22, 17–30, 25–16 |         |                 |                           |  |
|                        |                                       | Reporte |                 | Pabellón: Palacio Peñarol |  |

### Segunda Ronda
Se enfrentaron los equipos ubicados en 1° y 2° lugar ante los ganadores de la Primera Ronda. Quienes vencieron obtuvieron su boleto al Final 4. 
| 29 de noviembre, 18:40 | Titanes de Barranquilla               | 87–82   | Instituto | Montevideo, Uruguay       |  |
|                        | Parciales: 23–16, 19–21, 22–13, 23–32 |         |           |                           |  |
|                        |                                       | Reporte |           | Pabellón: Palacio Peñarol |  |

| 29 de noviembre, 21:40 | Caribbean Storm                        | 86–72   | Deportivo San José | Montevideo, Uruguay       |  |
|                        | Parciales:' 21–23, 28–19, 19–15, 14–15 |         |                    |                           |  |
|                        |                                        | Reporte |                    | Pabellón: Palacio Peñarol |  |

### Tercera Ronda
Se enfrentaron los perdedores de la Primera Ronda ante los perdedores de la Segunda Ronda. Quienes vencieron obtuvieron su boleto al Final 4. 
| 30 de noviembre, 18:40 | Deportivo San José                   | 75–77   | Gimnasia y Esgrima (CR) | Montevideo, Uruguay       |  |
|                        | Parciales: 19–25, 25–26, 17–8, 14–18 |         |                         |                           |  |
|                        |                                      | Reporte |                         | Pabellón: Palacio Peñarol |  |

| 30 de noviembre, 21:40 | Peñarol                               | 52–64   | Instituto | Montevideo, Uruguay       |  |
|                        | Parciales: 13–16, 10–10, 17–20, 12–18 |         |           |                           |  |
|                        |                                       | Reporte |           | Pabellón: Palacio Peñarol |  |

## Final 4
El Final Four es la etapa culminante del torneo, se disputó también en Montevideo. Los perdedores de las semifinales juegan por el tercer puesto y cuarto puesto y los ganadores pelean por el campeonato.

### Cuadro
|  | Semifinales             | Semifinales             | Semifinales            |           |                         | Final                   | Final                   | Final                  |  |
|  | 2 de diciembre de 2023  | 2 de diciembre de 2023  | 2 de diciembre de 2023 |           |                         | 3 de diciembre de 2023  | 3 de diciembre de 2023  | 3 de diciembre de 2023 |  |
|  |                         |                         |                        |           |                         |                         |                         |                        |  |
|  |                         |                         |                        |           |                         |                         |                         |                        |  |
|  | Titanes de Barranquilla | Titanes de Barranquilla | 83                     |           |                         |                         |                         |                        |  |
|  | Titanes de Barranquilla | Titanes de Barranquilla | 83                     |           |                         |                         |                         |                        |  |
|  | Gimnasia y Esgrima (CR) | Gimnasia y Esgrima (CR) | 74                     |           |                         |                         |                         |                        |  |
|  | Gimnasia y Esgrima (CR) | Gimnasia y Esgrima (CR) | 74                     |           | Titanes de Barranquilla | Titanes de Barranquilla | 72                      |                        |  |
|  |                         |                         |                        |           | Titanes de Barranquilla | Titanes de Barranquilla | 72                      |                        |  |
|  |                         |                         | Instituto              | Instituto | 81                      |                         |                         |                        |  |
|  | Caribbean Storm         | Caribbean Storm         | Instituto              | Instituto | 81                      | 69                      |                         |                        |  |
|  | Caribbean Storm         | Caribbean Storm         |                        |           |                         | 69                      |                         |                        |  |
|  | Instituto               | Instituto               | 83                     |           |                         | Tercer lugar            | Tercer lugar            | Tercer lugar           |  |
|  | Instituto               | Instituto               | 83                     |           |                         | Tercer lugar            | Tercer lugar            | Tercer lugar           |  |
|  |                         |                         |                        |           |                         |                         |                         |                        |  |
|  |                         |                         |                        |           |                         | Gimnasia y Esgrima (CR) | Gimnasia y Esgrima (CR) | 89                     |  |
|  |                         |                         |                        |           |                         | Gimnasia y Esgrima (CR) | Gimnasia y Esgrima (CR) | 89                     |  |
|  |                         |                         |                        |           |                         | Caribbean Storm         | Caribbean Storm         | 73                     |  |
|  |                         |                         |                        |           |                         | Caribbean Storm         | Caribbean Storm         | 73                     |  |
|  |                         |                         |                        |           |                         |                         |                         |                        |  |

#### Semifinales
| 2 de diciembre, 18:40 | Titanes de Barranquilla               | 83–74   | Gimnasia y Esgrima (CR) | Montevideo, Uruguay       |  |
|                       | Parciales: 21–22, 23–20, 19–14, 20–18 |         |                         |                           |  |
|                       |                                       | Reporte |                         | Pabellón: Palacio Peñarol |  |

| 2 de diciembre, 21:40 | Caribbean Storm                       | 69–83   | Instituto | Montevideo, Uruguay       |  |
|                       | Parciales: 11–18, 23–26, 14–14, 21–25 |         |           |                           |  |
|                       |                                       | Reporte |           | Pabellón: Palacio Peñarol |  |

#### Tercer lugar
| 3 de diciembre, 18:40 | Gimnasia y Esgrima (CR)               | 89–73   | Caribbean Storm | Montevideo, Uruguay       |  |
|                       | Parciales: 34–12, 13–20, 19–13, 23–28 |         |                 |                           |  |
|                       |                                       | Reporte |                 | Pabellón: Palacio Peñarol |  |

#### Final
| 3 de diciembre, 21:40 | Titanes de Barranquilla               | 72–81   | Instituto | Montevideo, Uruguay       |  |
|                       | Parciales: 22–21, 24–13, 11–30, 15–17 |         |           |                           |  |
|                       |                                       | Reporte |           | Pabellón: Palacio Peñarol |  |

| Campeones de la LSB 2023 |
| ------------------------ |
| Instituto Primer título  |

## Premios Individuales
Los premios se anunciaron luego de la final el 3 de diciembre.

### MVP
- Nathan Hoover (Instituto)

### Quinteto Ideal
- E  Nathan Hoover (Instituto)
- B  Joshua Webster (Gimnasia y Esgrima (CR))
- A  Josimar Ayarza (Caribbean Storm)
- AP  Bryan Jefferson (Instituto)
- P  Eloy Vargas (Titanes de Barranquilla)